# Dresden Laser Acceleration Source
Der Laser Dresden Laser Acceleration Source (DRACO) ist ein Hochleistungslaser des Helmholtz-Zentrums Dresden-Rossendorf, der 2008 in Betrieb genommen wurde.

Das mehrere Millionen Euro teure Forschungsgerät lieferte zum Zeitpunkt der Inbetriebnahme Laserpulse mit bis zu 150 Terawatt Impulsleistung (4,5 Joule in 30 fs auf dem Target). Durch Erweiterungen erreicht der Laser 2021 fast seine Design-Parameter von 30 Joule in 30 fs (20 Joule/30 fs, d. h. knapp 1 Petawatt). Die Pulswiederholrate beträgt bis zu 1 Hz.
Der Laser basiert auf einem kommerziellen Laser der Firma Amplitude, Frankreich. Es handelt sich um einem Titan-Saphir-Laser mit einer Wellenlänge von etwa 800 nm. Die Verstärkung der Pulse erfolgt mittels zweistufiger Chirped Pulse Amplification (CPA). Zwischen beiden CPA ist ein XPW-Filter zur temporären Kontrasterhöhung. Hierdurch wird der Puls quasi zeitlich gereinigt, bevor er in den Hauptverstärker gelangt.

## Forschungsschwerpunkte
Forschungsschwerpunkte sind die Untersuchung und Optimierung der Wechselwirkung der Laserstrahlung mit Materie zur Beschleunigung von Protonen und Elektronen. Von besonderem Interesse sind dabei:
- der eigentliche Beschleunigungsvorgang
- die Strahleigenschaften der beschleunigten Protonen und Elektronen und deren Beeinflussung durch die Pulsparameter
- die Nutzbarmachung der Strahlung, z. B. für die Krebstherapie und die Materialforschung.

Der Hochintensitäts-Laser befindet sich am HZDR in unmittelbarer Nähe des Elektronenbeschleunigers ELBE, wodurch die Nachbeschleunigung konventionell erzeugter Elektronenstrahlung oder die Erzeugung monochromatischer Röntgenstrahlung durch Kollision von Photonen mit Elektronen (Thomson-Streuung) untersucht werden kann.